# Javier Nart
Javier Nart Peñalver (ur. 19 sierpnia 1947 w Laredo) – hiszpański prawnik, adwokat, korespondent wojenny, publicysta i polityk, deputowany do Parlamentu Europejskiego VIII i IX kadencji.

## Życiorys
Ukończył studia prawnicze na Uniwersytecie Barcelońskim, uzyskał uprawnienia adwokata, specjalizując się w sprawach karnych. Pracował również jako korespondent wojenny, relacjonując wydarzenia z Nikaragui, Jemenu, Zimbabwe, Libanu, Palestyny, Kambodży, Laosu, Iranu, Iraku i Czadu. W latach 1984–1988 był rządowym doradcą do spraw polityki międzynarodowej. Zajął się także działalnością publicystyczną oraz komentatorską w hiszpańskich mediach. Opublikował kilka książek podróżniczych i historycznych, w tym El peor viaje de nuestra vida, Viaje al desierto, Viaje al Mekong, Viaje al otro Brasil i ¡Sálvese quien pueda!.
Był sekretarzem generalnym katalońskiego oddziału Socjalistycznej Partii Ludowej, z którą przyłączył się Hiszpańskiej Socjalistycznej Partii Robotniczej. Z tej ostatniej odszedł na początku lat 90., pozostając osobą bezpartyjną. Wsparł później działające głównie w Katalonii ugrupowanie Obywatele – Partia Obywatelska. W 2014 został wybrany na lidera listy wyborczej tej formacji w wyborach europejskich. W wyniku głosowania z 25 maja 2014 uzyskał mandat eurodeputowanego VIII kadencji. W 2019 z powodzeniem ubiegał się o reelekcję. We wrześniu 2019 wystąpił z ugrupowania Ciudadanos.